# Alina Wawrzyńczykowa
Alina Wawrzyńczykowa z domu Wilkiewicz (ur. 11 sierpnia 1908 w Lipawie, zm. 6 stycznia 1997 w Warszawie) – polska historyk. 

## Życiorys
Absolwentka prawa na Uniwersytecie Stefana Batorego w Wilnie (uczennica Stefana Ehrenkreutza). Do przejścia na emeryturę w 1979 profesor w Instytucie Historii PAN. Zajmowała się historią gospodarczą czasów nowożytnych.

## Wybrane publikacje
- [A. Wilkiewicz-Wawrzyńczykowa] Ze studjów nad polityką polską na Rusi na przełomie XII i XIII w., Wilno 1937 (Odbitka z: "Ateneum Wileńskie" 12 (1937).
- Spory graniczne polsko-litewskie w XIV-XVII w., Wilno 1938 (Odbitka z: "Wiadomości Studium Historii Prawa Litewskiego U. S. B.", t. 1).
- Rozwój wielkiej własności na Podlasiu w XV i XVI w., Wrocław: Wrocławskie Towarzystwo Naukowe 1951.
- Studia z dziejów handlu Polski z Wielkim Księstwem Litewskim i Rosją w XVI wieku, Warszawa: Państwowe Wydawnictwo Naukowe 1956.
- Gospodarstwo chłopskie na Mazowszu w XVI i na początku XVII w,  Warszawa: Państwowe Wydawnictwo Naukowe 1962.
- Gospodarstwo dworskie w dobrach Pabianice 1559-1570, Wrocław: Zakład Narodowy im. Ossolińskich, Wydawnictwo PAN 1967.
- Lustracje województwa mazowieckiego XVII wieku. Cz. 1, 1617-1620, wyd. Alina Wawrzyńczyk, Wrocław: Zakład Narodowy im. Ossolińskich - Wydawnictwo PAN 1968.
- Lustracja województwa mazowieckiego 1565 : indeksy do części I i II, indeks osob. Irena Gieysztorowa; indeks geogr. Anna Żaboklicka; indeks rzecz. Alina Wawrzyńczyk i Kazimierz Pacuski, Warszawa: Państwowe Wydawnictwo Naukowe 1971.
- Studia nad wydajnością produkcji rolnej dóbr królewskich w drugiej połowie XVI wieku, Wrocław: Zakład Narodowy im. Ossolińskich Wydawnictwo PAN 1974.
- Warszawa XVI-XVII wieku, z. 1, red. nauk. Alina Wawrzyńczyk Andrzej Sołtan, Warszawa: Państwowe Wydawnictwo Naukowe 1974.
- Warszawa XVI-XVII wieku, z. 2, red. nauk. Alina Wawrzyńczyk, Andrzej Sołtan, Warszawa: Państwowe Wydawnictwo Naukowe 1977.
- Lustracje województwa mazowieckiego XVII wieku. Cz. 2, 1660-1661, wyd. Alina Wawrzyńczyk, Wrocław - Warszawa: Zakład Narodowy im. Ossolińskich - Państwowe Wydawnictwo Naukowe 1989.